# 현상금 사냥꾼 (1966년 영화)
《현상금 사냥꾼》(Per il gusto di uccidere)은 스페인& 이탈리아 합작으로 제작된 토니노 발레리 감독의 1966년 서부 영화이다.

## 출연

### 주연
- 크레그 힐 : 행크 펠로우즈 역
- 조지 마틴 : 거스 케네벡 역
- 피에로 룰리 : 콜린스 역

### 조연
- 페르난도 산초 : 산체스 역
- 프랑코 레셀 : 아론스 역
- 조지 왕 : 밍고 / 마체테 역
- 디아나 마르틴 : 페기 / 몰리 케네벡 역
- 라다 라시모프 : 이사벨 역
- 유제니오 갈라디니 : 제퍼슨 역
- 호세 마르코 : 존 케네벡 역
- 로렌조 로블레도 : 보안관 역
- 산초 그라시아 : 빌 킬패트릭 역
- 호세 카날레하스 : 피터 역
- 호세 마누엘 마르틴 : 로드리고 역
- 다리오 데 그라시 : 스티브 역